# Cristina Ayala Blanco
Cristina Ayala Blanco (San Ignacio Guazú, 19 de abril de 1970) es una política paraguaya que ejerce el cargo de intendente municipal de San Ignacio Guazú.

## Biografía
Nació el 19 de abril de 1970 en la ciudad de San Ignacio Guazú, Departamento de Misiones, Paraguay. Está casada con Dionisio Rojas, con quien conformó una familia y tuvo dos hijos: Alejandro y Richard.
Se formó académicamente en el ámbito de las ciencias de la salud, obteniendo el título de licenciada en enfermería y obstetricia. A lo largo de casi tres décadas, ejerció su profesión tanto en el ámbito asistencial como en el académico, desempeñándose también como docente universitaria. Su trayectoria profesional estuvo fuertemente vinculada a la atención primaria, la promoción de la salud comunitaria y la formación de nuevos profesionales del área sanitaria.

## Carrera política
Inició su trayectoria en el ámbito político en el año 2018, tras culminar su formación en la Escuela de Formación Política para Mujeres Líderes, un programa impulsado por la Justicia Electoral del Paraguay con el apoyo de organismos internacionales como el Programa de las Naciones Unidas para el Desarrollo (PNUD), IDEA Internacional, ONU Mujeres y la Unión Europea. Está afiliada al Partido Colorado. En las elecciones municipales celebradas el 10 de octubre de 2021, se postuló como candidata a intendenta de San Ignacio Guazú en representación del movimiento Concordia Colorada. Su candidatura fue electa para el período 2021-2025, con una victoria, considerada histórica, con más de 7000 votos de diferencia. Asumió funciones en noviembre de ese año, convirtiéndose en la segunda mujer en ocupar dicha jefatura comunal. Según el PNUD Paraguay, su administración se ha distinguido desde entonces por promover un modelo de liderazgo participativo, priorizando la transparencia institucional, el fortalecimiento de las capacidades del equipo técnico del municipio y el empoderamiento de las mujeres en espacios de decisión.